# Eld
För andra betydelser, se Eld (olika betydelser).

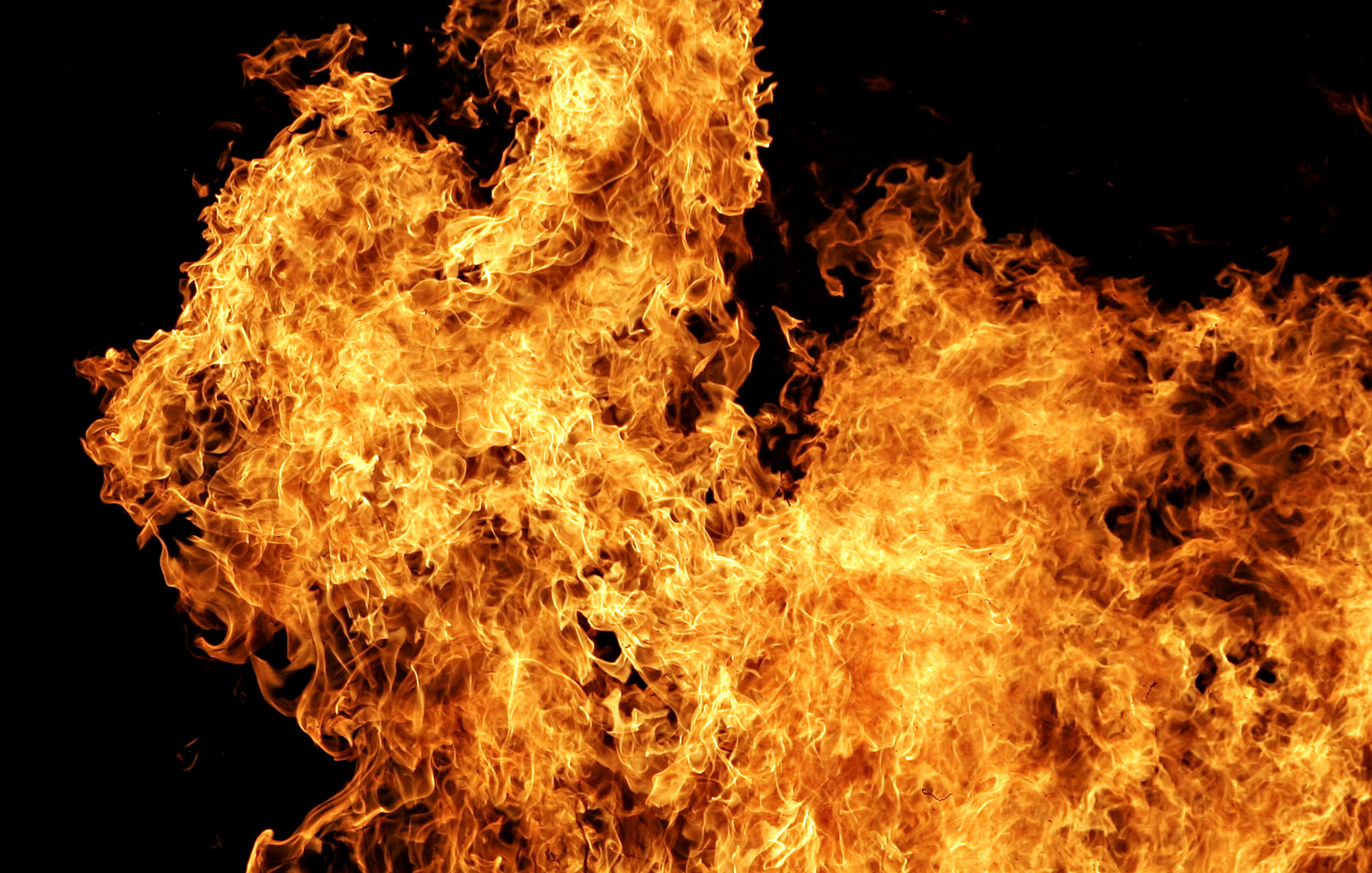
Eld.

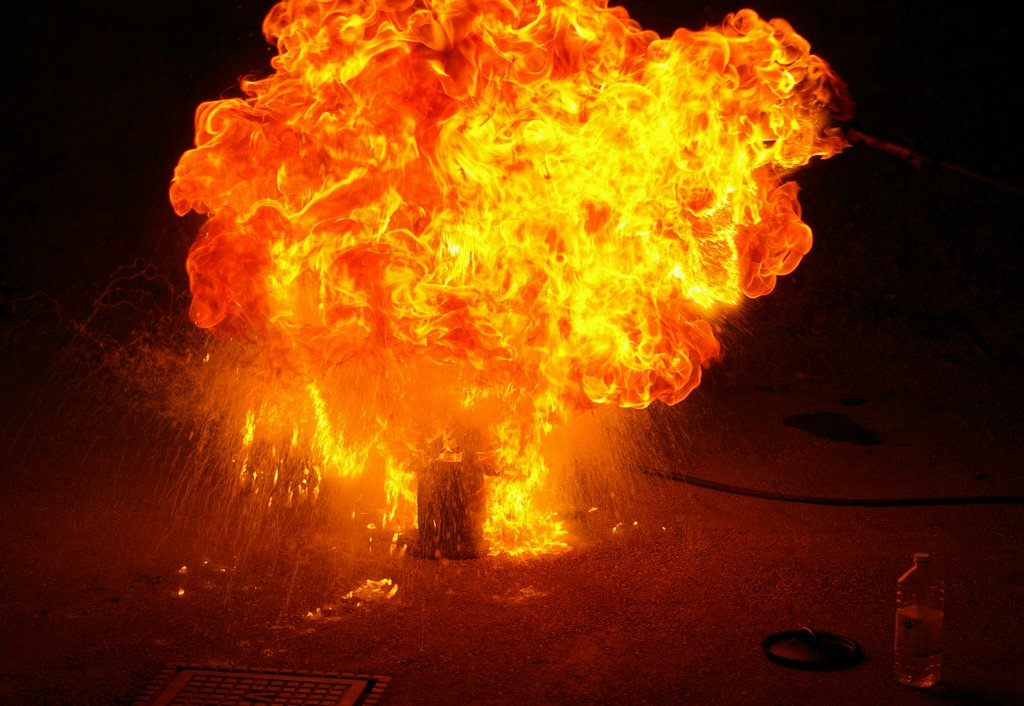
Börjar matoljan brinna kan man enkelt kväva elden med ett kastrullock, försöker man släcka den med vatten blir det lätt som på bilden. Matoljan håller en hög temperatur, vatten sjunker ner i oljan och blir ånga och sprider snabbt brinnande olja. På bilden ser man behållaren med ungefär en liter olja som brandmannen häller cirka en liter vatten på.

Eld är det fenomen som uppstår när en gas genomgår en koncentrationsstyrd, exoterm, kemisk reaktion som inbegriper oxidation (förbränning) av ett brännbart ämne, i tekniska sammanhang benämnt bränsle. Värme från reaktionen bidrar till förgasning och blandning av det brännbara ämnet och oxidationsmedlet, men per definition är temperaturen så hög att temperaturen ej längre är styrande för reaktionen. Förbränningen sker således i kontaktytan mellan oxidationsmedlet och det brännbara materialet (glöd) eller brännbara gaser (flammor, eld). Förbränning av kolhaltiga, flytande eller gasformiga ämnen ger flammor som lyser starkt av svartkroppsstrålning från mikroskopiska sotpartiklar medan förbränning av exempelvis vätgas ger genomskinliga, svagt lysande lågor.
För att eld ska kunna uppstå krävs tre förutsättningar:
- närvaro av ett brännbart ämne, till exempel trä eller bensin
- närvaro av oxidationsmedel, exempelvis syrgas (i luft), klor
- att temperaturen till följd av någon process eller extern värmekälla uppdrivits över den punkt där en självunderhållande, icke temperaturstyrd oxidation uppstår

Exempelvis kan ett elektriskt urladdningsfenomen, en glödande elektrisk ledare, koncentrerad solstrålning (brännglas), temperatursstyrd (självantändning) eller någon annan form av värme från exempelvis kompression eller friktion (tändsticka) starta eld.
I avsaknad av någon av dessa förutsättningar avtar förbränningen och elden slocknar - något som utgör grunden för all brandsläckning.
Elden bör ha varit om inte en av de första så i vart fall den mest betydelsefulla ”uppfinning” människan gjort - tämjandet av eld från blixtnedslag och senare eldslagning bör radikalt ha förändrat människans livsvillkor. Med elden som värmekälla kunde platser med kallare klimat tas i besittning. Elden förändrade även människans kost; möjligheten att koka och grilla förbättrade maten, underlättade näringsupptaget och möjliggjorde nyttjandet av grödor som tidigare ansetts helt oätliga. Eld kunde vidare användas som skydd mot farliga djur, som värmekälla vid tillverkning av verktyg, bränning av lergods etc. samt inte minst som belysning under natten och i grottor - naturligt dagsljus var plötsligt inte längre allenarådande.
Namnet för fobin mot eld är Pyrofobi. Ett sjukligt begär att anlägga bränder kallas på motsvarande sätt för pyromani.

## Olika typer av eld
Eld är inget entydigt begrepp. Till exempel har olika delar av samma eld olika temperatur: ovanför ett brinnande stearinljus är det mycket varmare än i själva lågans centrum, eftersom det i lågans centrum inte finns något syre att tillgå. Beroende på vilket ämne det är som brinner och vid vilken temperatur kan lågan ha olika färg. Det är alltid gasen av ett ämne som brinner vilket innebär att fasta ämnen måste värmas upp så mycket så att de börjar avge gas, innan de börjar brinna.
En eld kan genomgå flera olika stadier, från att de tre grundförutsättningarna bränsle, syre och värme förs samman, tills det att elden blir okontrollerbar.

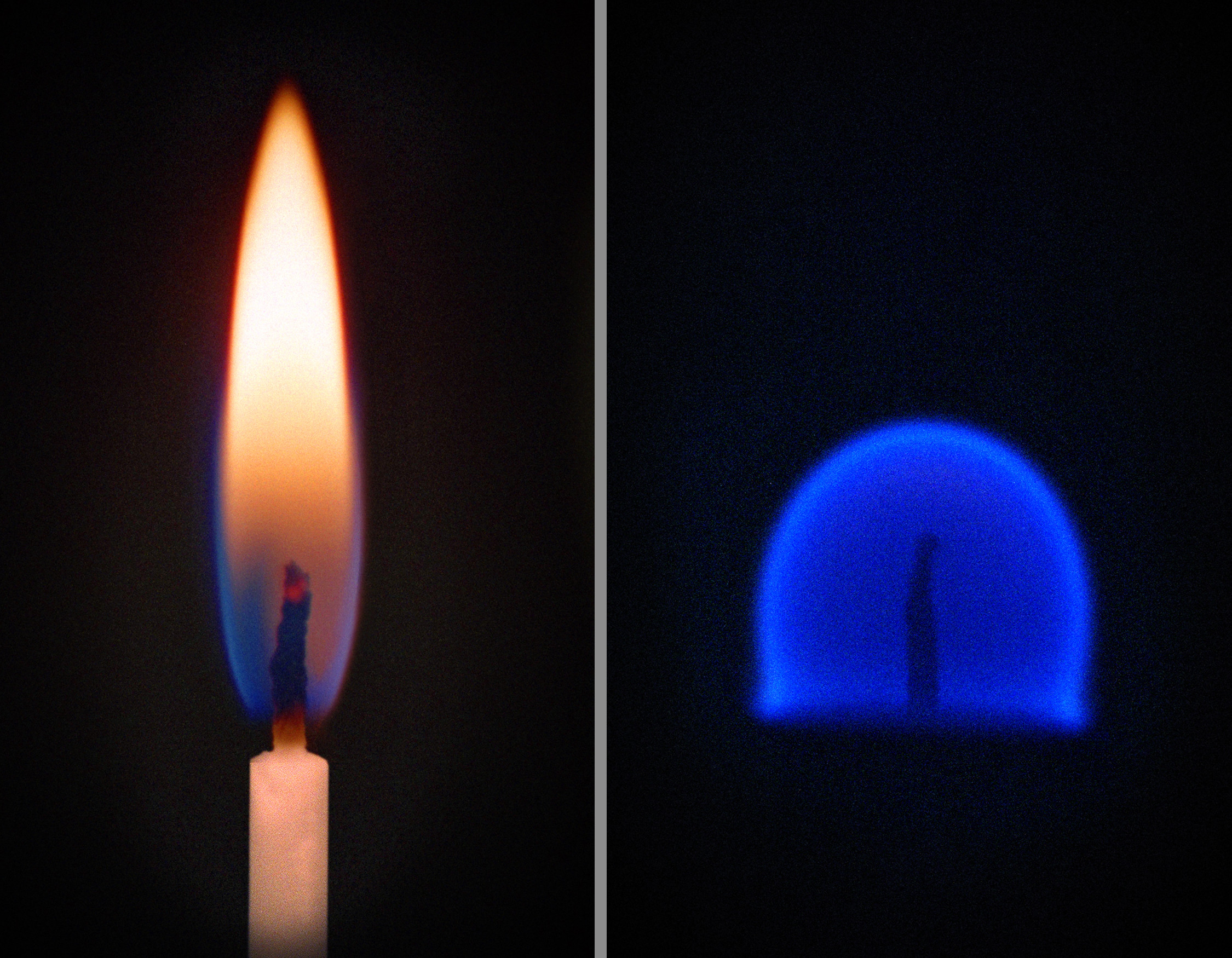
Eld påverkas av gravitationen. Vänster: En eldslåga på jorden. Höger: En eldslåga på Internationella rymdstationen (ISS).

### Bränder
Eld som är okontrollerad kallas för brand. För att minimera skador och få tillfredsställande säkerhet mot oönskad brand finns en mängd olika former av skydd och hjälpmedel för att bekämpa bränder, exempelvis brandkår, brandlarm, brandsläckare och brandstegar.
Verksamhetsutövare som hanterar brandfarliga gaser, vätskor och damm är i vissa fall skyldiga att upprätta en klassningsplan, se explosion. Detta gäller till exempel snickerier där det kan finnas risk för att det finns brandfarligt damm i luften som kan ge en explosionsartad brand. damm brinner mycket bra, eftersom damm består av en mängd små partiklar vars exponerade bränsleyta är mycket stor.

### Explosioner
En explosion kan bli till om elden brinner tillräckligt snabbt för att ge upphov till en tryckvåg, genom att gaserna expanderar. För att få processen att gå snabbt, det vill säga kraftigare explosion, är det viktigt att ha rätt mängder gaser.

### Eld utan gravitation
En eld som brinner strävar uppåt under normala förhållanden, eftersom varm luft stiger uppåt. I rymden och i andra situationer där nollgravitation råder, uppför sig elden på ett helt annat sätt. Där finns inget uppåt att sträva mot, och därför breder eldslågorna ut sig åt alla håll och elden bildar en sfär.

## Bildgalleri

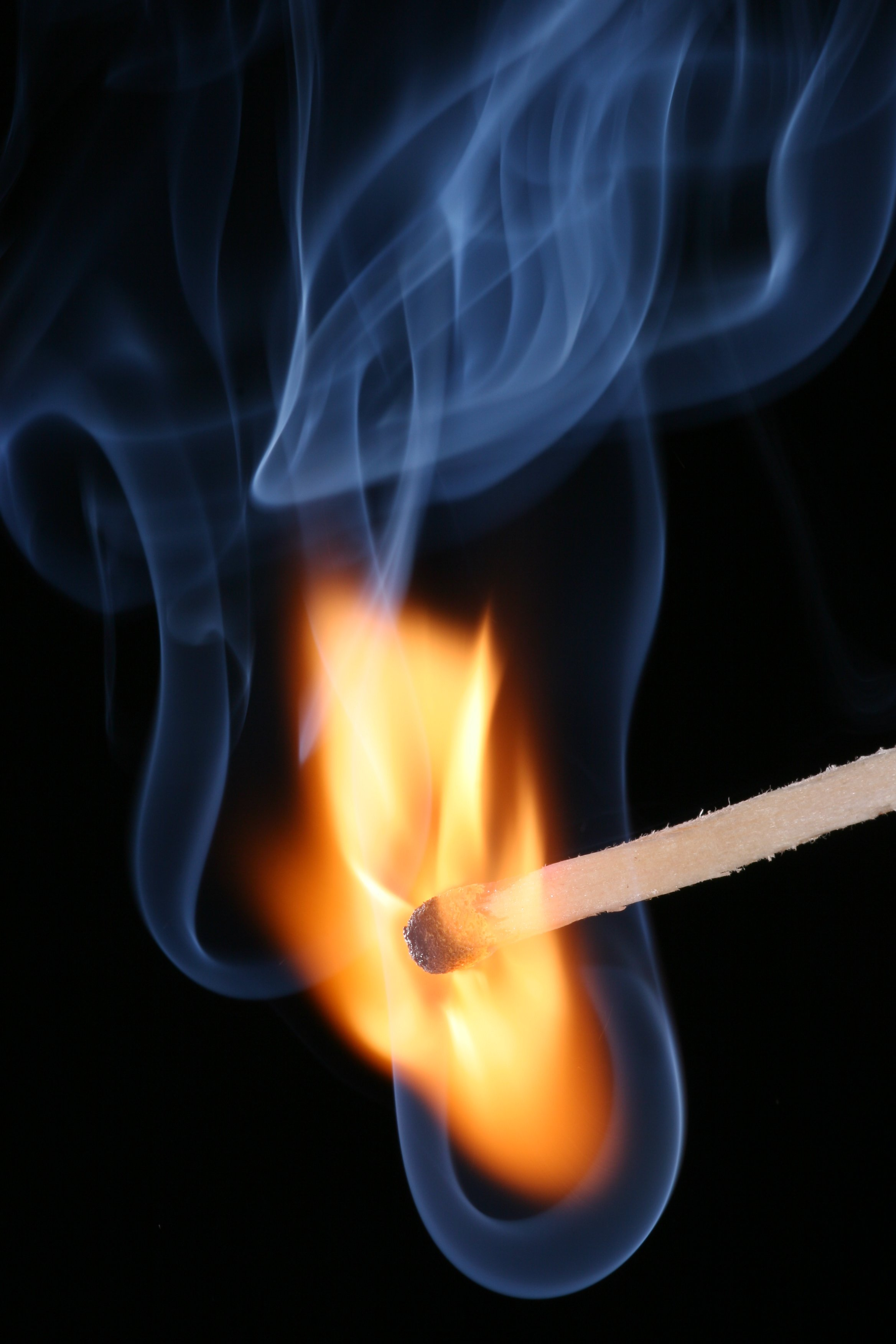
Eld utgörs av lågor och avger rök.
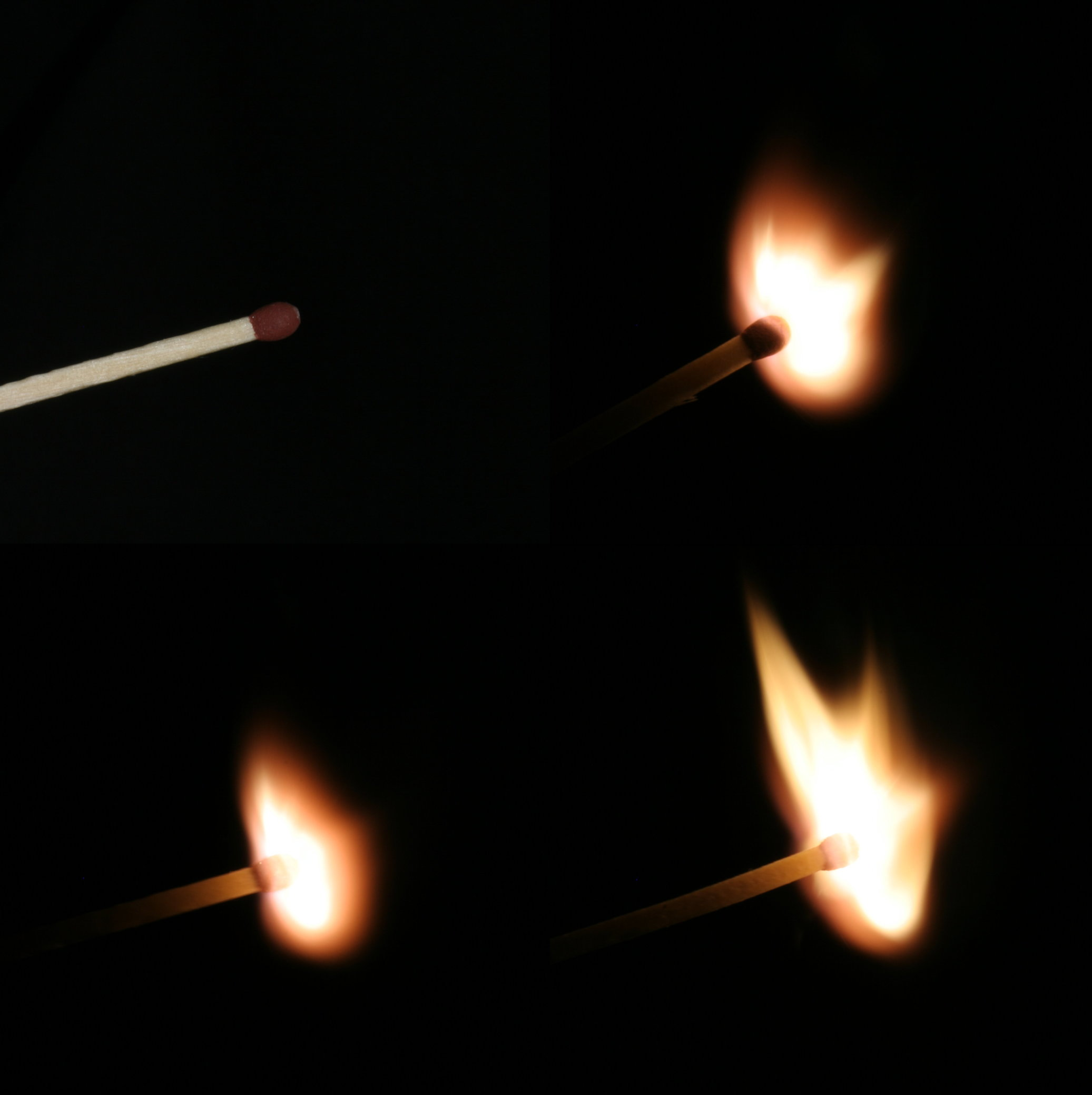
Hur en tändsticka börjar brinna.
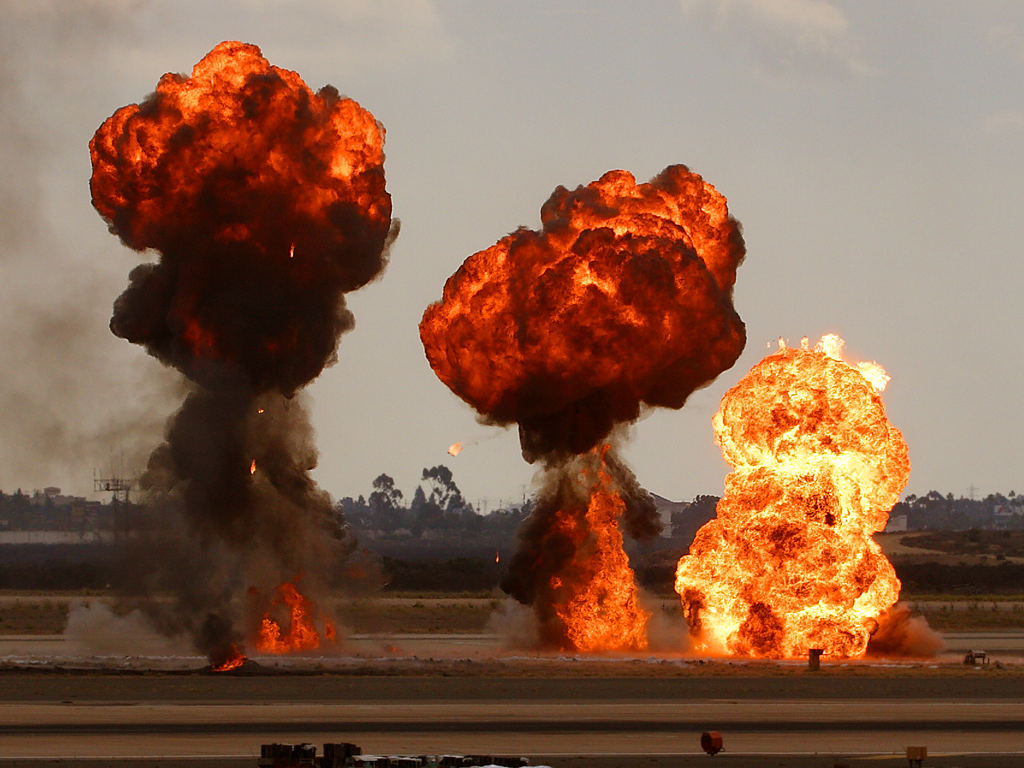
Vid en explosion expanderar gasen mycket snabbt.
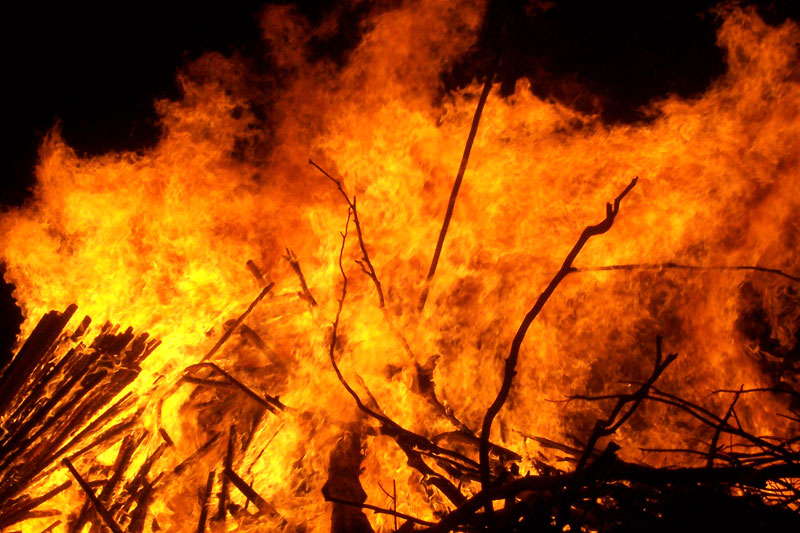
Majbrasa.
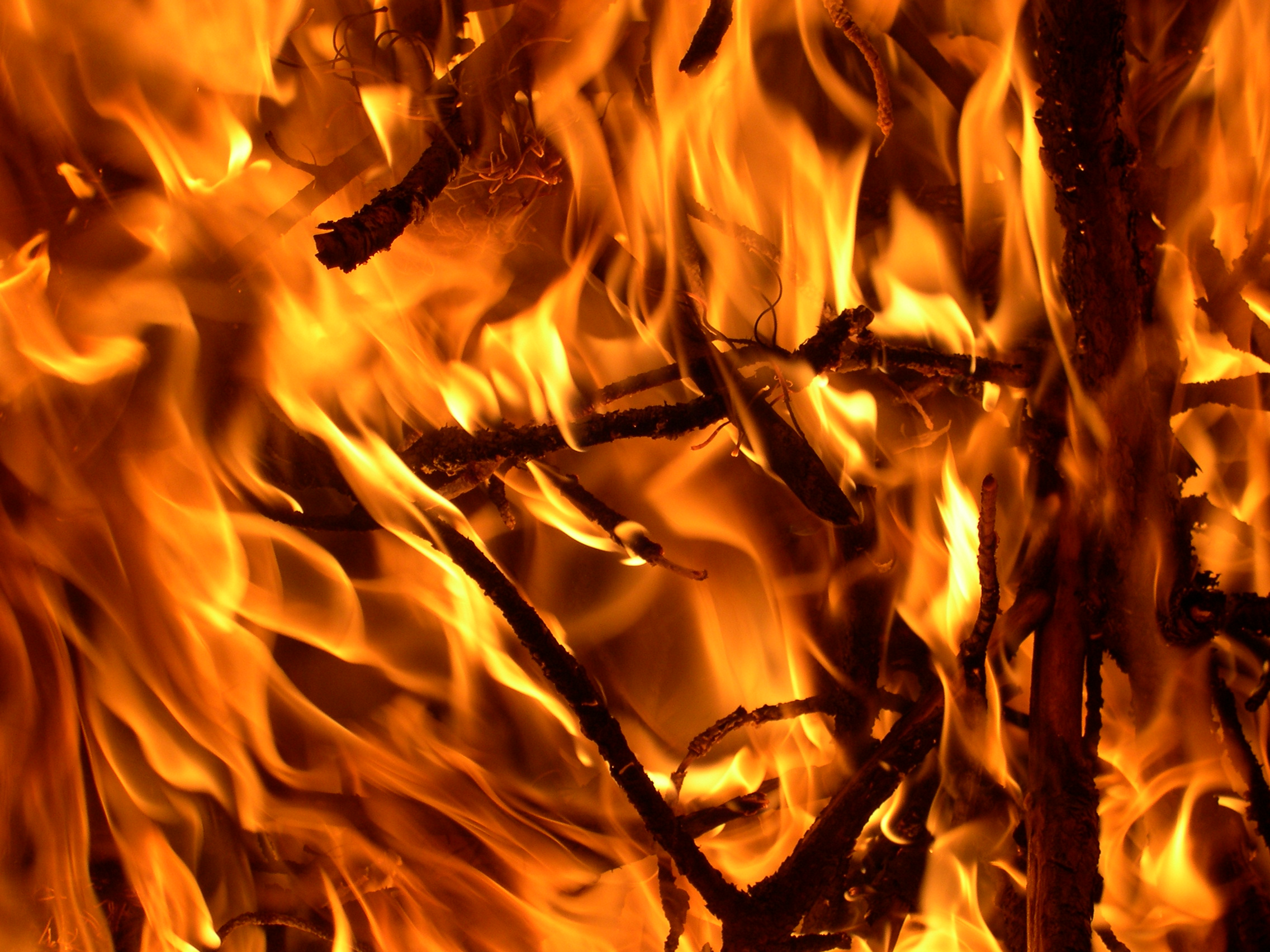
Närbild av lägereld.
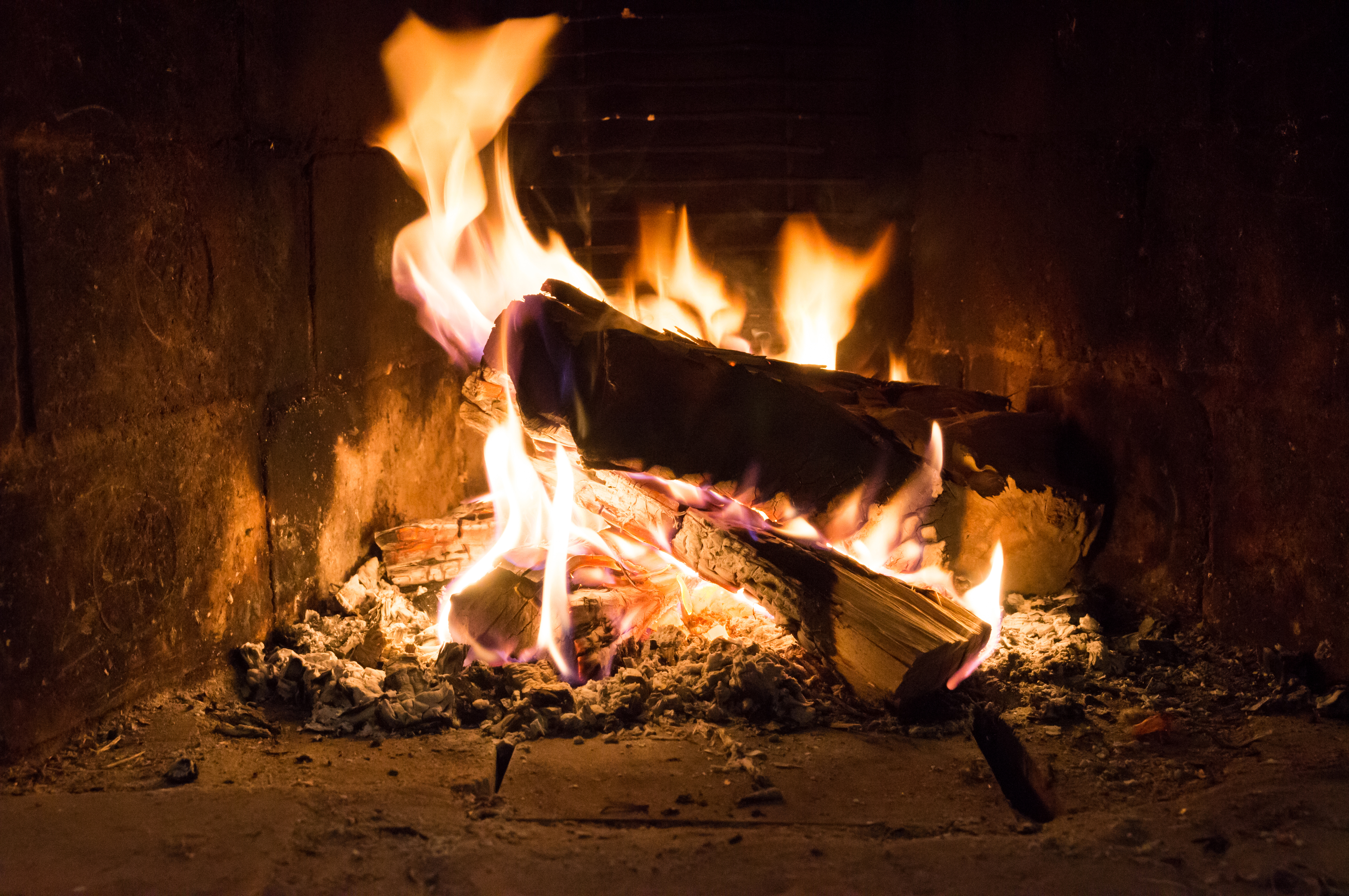

## Eld i historia, kultur och religion
Kontrollerad eld har enligt arkeologiska fynd funnits åtminstone i 790 000 år. Det finns fynd som har tolkats som att kontrollerad eld kan ha använts av Homo erectus så tidigt som för 1-1,8 miljoner år sedan, men detta blir mer och mer ifrågasatt.
Inom kulturen har elden ofta fått symbolisera antingen rening eller förstörelse. Många religioner har använt eld för offer, vilket kan ha anknytning till att röken stiger mot himlen.
Eld är ett av fyra klassiska elementen och ett av de kinesiska elementen. Eld är också en symbol för Ahura Mazda inom zoroastrism. I kristendomen nämns elden i bilder av skärselden och helvetet. Det är också en symbol för helig ande.
Enligt den litterära och muntliga traditionen måste många monster förgöras med eld. Därför blev bål vanliga inom häxprocesserna på 1600-talet. Bålen ansågs dessutom kunna avgöra om någon var en häxa: om personen förblev oskadd inuti ett bål måste det ligga magi bakom.
Inom den nutida kulturen har elden alltmer fått en plats som en konstform, till exempel som poi eller eldslukning, eller som en samlingsplats vid olika högtider, till exempel midsommar eller valborgsmässoafton.

### Eldningsförbud
Ibland är det eldningsförbud, när det till exempel är extremt torrt i markerna, se extern länk. Eldningsförbud avser att minimera risken för skogsbrand.